# Arnat Partiiat
Arnat Partiiat (Kvindepartiet) var et feministisk politisk parti på Grønland. 
Partiet blev stiftet 6. november 1999, og havde fra 1. november 2001 mulighed for at stille kandidater op til valg til Landstinget. Et af målene for partiet var, at få flere aktive kvinder i politik samt at få ligestilling inden for politik og i erhvervslivet. Både kvinder og mænd var medlemmer i partiet. 
Ved landstingsvalget 2002 fik partiet 2,4% af stemmerne og fik ingen af de i alt 31 mandater. Partiet blev senere opløst i foråret i 2008.

## Valgresultater

### Landstinget
| År   | Stemmer | %        | Mandater | +/- | Ref. |
| ---- | ------- | -------- | -------- | --- | ---- |
| 2002 | 686     | 2.4 (#6) | 0 / 31   | N/A |      |